# Alexandre de Rothschild
Pour les articles homonymes, voir Rothschild.
Alexandre Guy Francesco de Rothschild, né le 3 décembre 1980 dans le  16e arrondissement de Paris, est un banquier et chef d'entreprise français.
Depuis 2018, il est président exécutif de la banque d'affaires Rothschild & Co,.

## Biographie

### Jeunesse
Fils de David de Rothschild, il sort diplômé de l'École supérieure du commerce extérieur. 

### Carrière
En 2008, il rejoint le groupe familial afin de contribuer au lancement du pôle de capital-investissement et de dette privée, dont il assure la codirection.
En 2018, il succède à son père en tant que président exécutif de Rothschild & Cie, numéro un français du conseil en fusions et acquisitions[réf. nécessaire].
Il est également administrateur du groupe Bouygues.

### Vie privée
Il est marié à Olivia Bordeaux-Groult, petite-fille de Pierre Bordeaux-Groult, depuis 2009.
Il est père de quatre enfants.